# Diocèse catholique de Copenhague
Pour les articles homonymes, voir Diocèse de Copenhague.

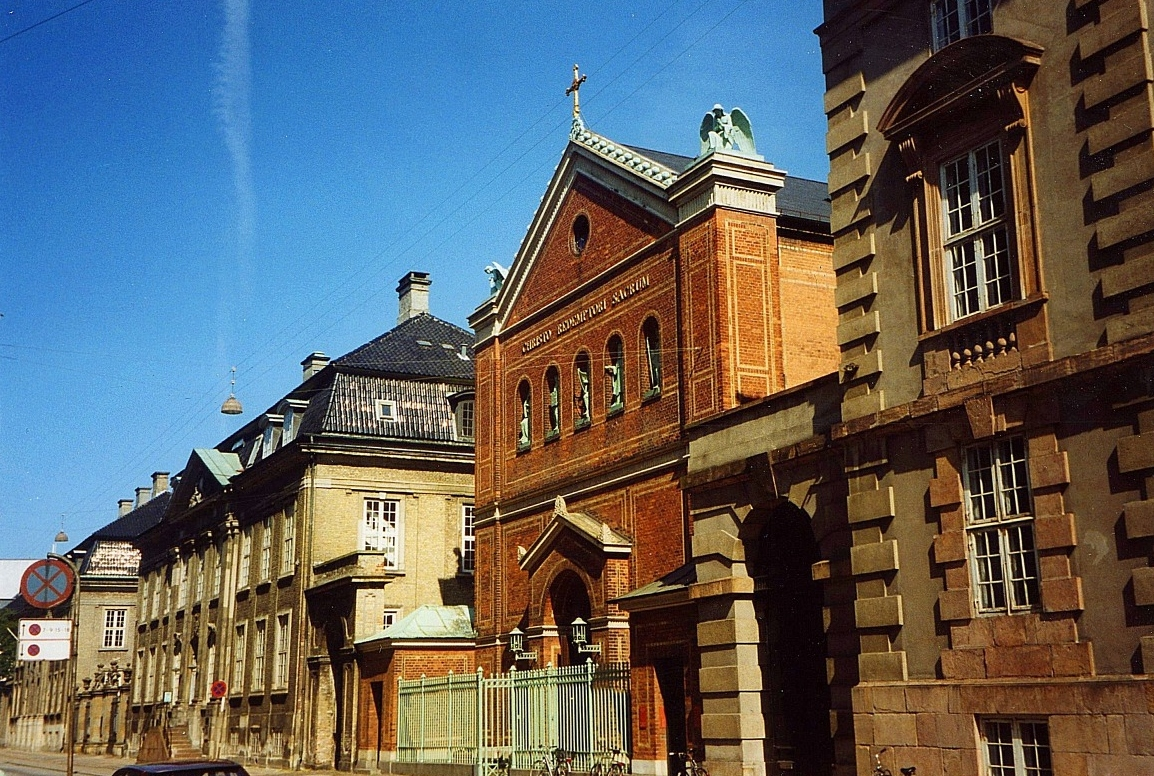
Église Saint Ansgar (catholique), municipalité de Copenhague

Le diocèse de Copenhague (en latin : dioecesis Hafniae ; en danois : Bispedømmet København) est l'unique diocèse de l'église catholique au Danemark.

## Territoire
Le diocèse comprend tout le Danemark et ses deux possessions d'outremer que sont les Îles Féroé et le Groenland. Son territoire a une superficie de 2 166 579 km2 divisé en 45 paroisses. L'évêché est à Copenhague avec la cathédrale Saint-Anschaire.

## Histoire
La préfecture apostolique du Danemark est érigée le 7 août 1868, par démembrement du vicariat apostolique des missions du Nord.
Elle est transformée en vicariat apostolique par Léon XIII, le 17 août 1892.
Par la lettre apostolique Quae catholico du 22 octobre 1921, le pape Benoît XV incorpore au vicariat apostolique la part de la préfecture apostolique de Schleswig-Holstein incluse dans le royaume danois.
Par la lettre apostolique Insula Islandia du 12 juin 1923, le pape Pie XI en détache l'Islande qu'il érige en préfecture apostolique (aujourd'hui, le diocèse de Reykjavik).
Par la constitution apostolique Certiores facti du 29 avril 1953, le pape Pie XII élève la préfecture apostolique au rang de diocèse.

## Ordinaires
Préfets apostoliques
- Hermann Grüder (1869-1883)[4]
- Johannes von Euch (1884-1892)[5]

Vicaires apostoliques
- Johannes von Euch (1892-1922)
- Josef Ludovico Brems (1922-1938)[6]
- Johannes Theodor Suhr (1938-1953)[7]

Évêques
- Johannes Theodor Suhr (1953-1964)
- Hans Ludvig Martensen (de) (1965-1995)[8]
- Czeslaw Kozon (1995-)[9]

## Instituts religieux
Instituts religieux masculins
- Bénédictins : Birkerød
- Ordre cistercien de la Stricte Observance : Allinge-Sandvig (da), île de Bornholm
- Frères mineurs conventuels : Copenhague
- Compagnie de Jésus : Copenhague et Aarhus
- Oblats de Marie-Immaculée : Herlev
- Ordre des chanoines réguliers de Prémontré : Vejle
- Congrégation du Très Saint Rédempteur : Copenhague, Næstved, Odense
- Congrégation de la Mission : Helsingør

Instituts religieux féminins
- Bénédictines : Monastère Notre Dame (Vor Frue Kloster) à Birkerød
- Bénédictines de la Fédération de Sainte-Lioba : Frederiksberg
- Sœurs de la Famille de Béthanie : Copenhague
- Ordre de Sainte-Brigitte : Maribo
- Franciscaines missionnaires de Marie : Tórshavn, Îles Féroé
- Petites Sœurs de Jésus : Copenhague et Ry
- Carmélites déchaussées : Hillerød
- Missionnaires de la Charité : Copenhague
- Servantes de l'Immaculée Conception de la Mère de Dieu : Copenhague
- Sœurs de Sainte Élisabeth : Copenhague
- Sœurs de sainte Edwige : Odense
- Sœurs de Saint-Joseph de Chambéry : Copenhague
- Sœurs missionnaires du Précieux-Sang : Holte près de Copenhague

## Sources
- Catholic-Hierarchy